# Action Fouronnaise

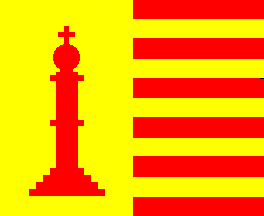
Vlag

De Action Fouronnaise is een politieke actiegroep uit de Belgische Voerstreek die sinds 1977 de belangen van de Franstalige inwoners van Voeren verdedigt. Sinds het ontstaan van de actiegroep is er een nauwe samenwerking met de politieke partij Retour à Liège (later Retour @ Libertés), die dan ook als de politieke vleugel van de groep beschouwd kan worden. De positie van Retour à Liège is sinds 1977 door de invloed van Action Fouronnaise harder geworden.
Het waren Jules Goffard, Jean-Louis Xhonneux en José Happart die in 1977 met de oprichting van de Franstalige politieke actiegroep Action Fouronnaise actiever de belangen van de Franstaligen gingen dienen.
Maar Action Fouronnaise bouwde ook een culturele aanwezigheid uit, met een jaarlijks Fête du peuple fouronnais (Voerens volksfeest) en de infrastructuur van het Centre sportif et culturel des Fourons.
Goffard was van 1977 tot 1978 voorzitter, met Xhonneux als secretaris. Happart was voorzitter van 1978 tot 1982. Ze behoorden tot de eerste groep Franstaligen die in het Frans hun studies hadden volbracht en Frans als voertaal gebruikten, daar waar vroeger in de dorpen vooral het plaatselijk dialect werd gebruikt. Voor de oprichting hadden een aantal leden zich eerst geëngageerd in de Association des Parents francophones des Fourons, een groep die zich de Franstalige lagere school van de gemeente aantrok. Happart, ingeweken uit Visé, en Xhonneux, geboren in Eupen en afkomstig uit een Voerense familie waar Platdiets gesproken werd, slaagden er door hun acties in de Voerense taalstrijd te verharden en nationaal en internationaal bekend te maken. Ook Nico Droeven en José Smeets behoren tot deze generatie van Franstalige Voerenaars en eerste leden van de AF. De jeugdtak van de organisatie, de groupe Hérisson had nog een militanter karakter.

## Groupe Hérisson
Die Groupe Hérisson werd opgericht met een naam refererend aan een egel, in analogie met het stekelvarken waar Gaston Eyskens ook naar alludeerde toen hij in 1972 sprak: "Je prendrai le petit porc-épic des Fourons qui se promène dans le jardin extraordinaire de la Belgique avec des gants et on viendra à ma rencontre aves des fleurs." (Ik verwijder het kleine stekelvarken van Voeren met handschoenen uit de buitengewone tuin die België is, en men zal me met bloemen hiervoor bedanken.). Het wordt evident dat het Eyskens niet lukte de egel uit de tuin te verwijderen. Vanaf 1977 onderging Voeren gedurende meerdere jaren een golf van vandalisme en pesterijen.
Ruiten werden ingeslagen, de tepels van de uiers van de koeien van Vlaamse boeren werden afgesneden, vechtpartijen en intimidaties werden regelmatige kost in Voeren. Het komt sommigen goed uit dat een dergelijke destabilisatiepolitiek in Voeren wordt geconcretiseerd. Zelfs Jean-Marie Happart geeft toe dat de Action Fouronnaise voorstellen kreeg uit extreemrechtse hoek om bepaalde aanvallen uit te voeren, en dat hiervoor zelfs wapens geleverd werden. Hij weigerde de wapens in ontvangst te nemen. Ook José Happart deed gelijkaardige uitspraken in "Au nom de la liberté", zijn biografie uit 1984, samengesteld met de hulp van journalist Charles Ledent.

## Incidenten
Leden en sympathisanten van de Action Fouronnaise en Groupe Hérisson tekenen doorheen de jaren voor heel wat incidenten.
Zo werd op 16 april 1977 Huub Broers, pas terug van huwelijksreis, toegetakeld, met schedelbarst, neus en oogkas gebroken en gedeeltelijk verlies van zicht met het linkeroog als gevolg. Een Waalse arts moest constateren dat Broers zes weken arbeidsongeschikt was.
Op 8 april 1979 werd bij nieuwe Vlaamse betogingen de inmiddels overleden en toen vijftigjarige Antwerpenaar Fons Madereel in elkaar geslagen met ijzeren staven. Beide benen waren gebroken op in totaal vijf plaatsen. De man bleef voor de rest van zijn leven invalide ingevolge de ondergane slagen en verwondingen.
In de nacht van 23 op 24 september 1979 vuurde René Grosjean vanuit zijn café 20 schoten af op Vlaamse Voerenaars. Er vielen drie gewonden.
Op 8 maart 1980 schoot forellenkweker Joseph Snoeck vanuit zijn raam op Vlaamse betogers. Hij had tijdens de wandeling van deze laatsten zijn vlag van Action Fouronnaise uit het raam gehangen, een vlag die de betogers probeerden te verwijderen. Daarop opende Snoeck met een karabijn het vuur en verwondde twee betogers.
Op 9 oktober 1981 probeerden vijf heethoofden van de Action Fouronnaise in Mheer bussen van Vlaamse wandelaars die via Nederland Voeren ingingen, aan te vallen. Ze werden door de Nederlandse politie ingesloten waarbij ook schoten vielen. Twee van de vijf werden via een snelrechtprocedure tot gevangenisstraffen veroordeeld in de rechtbank strafrecht van Maastricht.
In mei 2001 lopen alweer spanningen bij de verkoop van gemeente-eigendommen op tot een hoogtepunt wanneer de Action Fouronnaise slogans als Fourons Wallons, La lutte continue en Non à la vente kalken, herbiciden strooien op het plaatselijk voetbalveld en op de verkoopdag de verkoop beletten met agressieve betogingen. Het strenge politiereglement, nog uit de tijd van burgemeester Happart, kan de incidenten niet voorkomen. De tweede verkoopdag in juni 2001 leidt opnieuw tot incidenten waarbij onder meer Jean-Marie Happart een van de drie gewonden is in het treffen van Franstaligen en de federale politie. Minister Antoine Duquesne concludeert nadien dat de politie niets te verwijten viel.
Op 12 september 2010 valt cipier Robert Liebens, lid van de Action Fouronnaise, Vlaams Parlementsvoorzitter Jan Peumans aan in Wezet naar verluidt omdat de Vlaming niets te zoeken had in Wallonië. De politicus hield aan het incident een inwendige bloeding aan de slaap en een scheve kaak over. Liebens had in 2009 in zijn werkomgeving een incident met een gevangene waarbij hij al dan niet aangevallen zou geweest zijn, en was sindsdien werkonbekwaam. Gevangeniswezen kondigt aan te onderzoeken of de cipier de waardigheid van het openbaar ambt zou hebben geschaad met zijn aanval op Peumans. Rudy Demotte en Elio Di Rupo drukten hun verontwaardiging uit over de agressie en boden excuses aan, José Happart was woedend op zijn partijgenoten omwille van deze excuses.

## Le Foron
Action Fouronnaise communiceert met zijn leden via het strijdblad "Le Foron" dat als ondertitel draagt "bimestriel de combat et d'information". Verantwoordelijk uitgever is reeds geruime tijd Jean-Louis Xhonneux, tot de redactieraad behoren verder Jean-Marie Happart, Nico Droeven en Bernard Liégeois.
Action Fouronnaise onderhoudt nauwe contacten met militante Franstalige actiegroepen in de Zwitserse Jura en de Franstalige Aosta-vallei in Italië.